# Table Island (Südliche Shetlandinseln)
Table Island (von englisch table ‚Tafel, Tisch‘, in Argentinien bedeutungsgleich Isla Mesa) ist eine auffällig abgeflachte Insel. Sie liegt 4 km nordwestlich der westlichen Spitze von Robert Island im Archipel der Südlichen Shetlandinseln.
Die deskriptive Benennung ist mindestens seit 1822 bekannt und inzwischen international akzeptiert.